# Joseph Schmidt
Joseph Schmidt (4 de março de 1904 – 16 de novembro de 1942) foi um tenor romeno, facilidade no suporte do registro agudo de uma música fácil e intuitiva. Também foi ator.